# Rens Blom
Rens Blom (1977. március 1. –) világbajnok holland rúdugró.
2005-ben a helsinki világbajnokságon öt méter nyolcvan centimétert ugrott a szám döntőjében és lett aranyérmes. Ez volt Hollandia első aranyérme a szabadtéri atlétikai világbajnokságon.
További két bronzérmet jegyez fedett pályán. A 2000-es genti Európa-, valamint a 2003-as birminghami világbajnokságon lett harmadik.
Két alkalommal vett részt az olimpiai játékokon. Sydneyben a selejtezőben esett ki, Athénban pedig a döntő kilencedik helyén zárt.

## Egyéni legjobbjai
Szabadtér
- Rúdugrás – 5,81 (holland rekord)

Fedett
- Rúdugrás – 5,75